# FA Community Shield 2010
FA Community Shield 2010 (hay Siêu Cúp Anh 2010 theo truyền thông tiếng Việt) là trận đấu bóng đá được tổ chức lần thứ 88 của FA Community Shield giữa hai nhà vô địch Giải bóng đá Ngoại hạng Anh và Cúp FA ở mùa giải trước. Trận đấu được tổ chức trên Sân vận động Wembley, Luân Đôn vào ngày 8 tháng 8 năm 2010. Do Chelsea là nhà vô địch của cả hai danh hiệu Giải bóng đá Ngoại hạng Anh 2009-10 và Cúp FA 2009–10, đối thủ của họ tại trận đấu này là á quân Giải bóng đá Ngoại hạng Anh 2009-10: Manchester United.
Manchester United giành chiến thắng với tỷ số 3–1 với các cầu thủ lập công đó là Antonio Valencia, Javier Hernández và Dimitar Berbatov; Chelsea có bàn thắng danh dự là Salomon Kalou. Đây là danh hiệu Community Shield thứ 14 của Manchester United.

## Chi tiết trận đấu
| Chelsea   | 1–3    | Manchester United                             |
| --------- | ------ | --------------------------------------------- |
| Kalou 83' | Report | Valencia 41' · Hernández 76' · Berbatov 90+2' |

| Chelsea | Manchester United |

|                  |    |                     |  |     |
|                  |    |                     |  |     |
| GK               | 40 | Hilário             |  |     |
| RB               | 19 | Paulo Ferreira      |  | 79' |
| CB               | 2  | Branislav Ivanović  |  |     |
| CB               | 26 | John Terry (c)      |  |     |
| LB               | 3  | Ashley Cole         |  | 79' |
| DM               | 12 | John Obi Mikel      |  | 60' |
| CM               | 5  | Michael Essien      |  |     |
| CM               | 8  | Frank Lampard       |  |     |
| RW               | 21 | Salomon Kalou       |  |     |
| LW               | 15 | Florent Malouda     |  | 73' |
| CF               | 39 | Nicolas Anelka      |  | 60' |
| Dự bị:           |    |                     |  |     |
| GK               | 22 | Ross Turnbull       |  |     |
| DF               | 38 | Patrick van Aanholt |  |     |
| DF               | 43 | Jeffrey Bruma       |  | 79' |
| MF               | 10 | Yossi Benayoun      |  | 73' |
| MF               | 18 | Yuri Zhirkov        |  | 79' |
| FW               | 11 | Didier Drogba       |  | 60' |
| FW               | 23 | Daniel Sturridge    |  | 60' |
| Huấn luyện viên: |    |                     |  |     |
| Carlo Ancelotti  |    |                     |  |     |

|                   |    |                   |  |     |
|                   |    |                   |  |     |
| GK                | 1  | Edwin van der Sar |  |     |
| RB                | 22 | John O'Shea       |  |     |
| CB                | 23 | Jonny Evans       |  |     |
| CB                | 15 | Nemanja Vidić (c) |  |     |
| LB                | 20 | Fábio             |  | 72' |
| RM                | 25 | Antonio Valencia  |  |     |
| CM                | 16 | Michael Carrick   |  | 79' |
| CM                | 18 | Paul Scholes      |  | 79' |
| LM                | 13 | Park Ji-sung      |  | 45' |
| CF                | 10 | Wayne Rooney      |  | 45' |
| CF                | 7  | Michael Owen      |  | 45' |
| Dự bị:            |    |                   |  |     |
| GK                | 29 | Tomasz Kuszczak   |  |     |
| DF                | 12 | Chris Smalling    |  | 72' |
| MF                | 11 | Ryan Giggs        |  | 79' |
| MF                | 17 | Nani              |  | 45' |
| MF                | 24 | Darren Fletcher   |  | 79' |
| FW                | 9  | Dimitar Berbatov  |  | 45' |
| FW                | 14 | Javier Hernández  |  | 45' |
| Huấn luyện viên:  |    |                   |  |     |
| Sir Alex Ferguson |    |                   |  |     |

| Điều khiển trận đấu - Trợ lý trọng tài: - Jake Collin (Merseyside) - Adam Watts (Worcestershire) - Trọng tài thứ tư: Mike Jones (Cheshire) - Trọng tài dự bị: Simon Long (Suffolk) | Điều lệ trận đấu - 90 phút. - Sút luân lưu 11m nếu tỷ số hòa. - 7 cầu thủ dự bị. - Thay cầu thủ tối đa là 6. |